# Przyszowický masakr

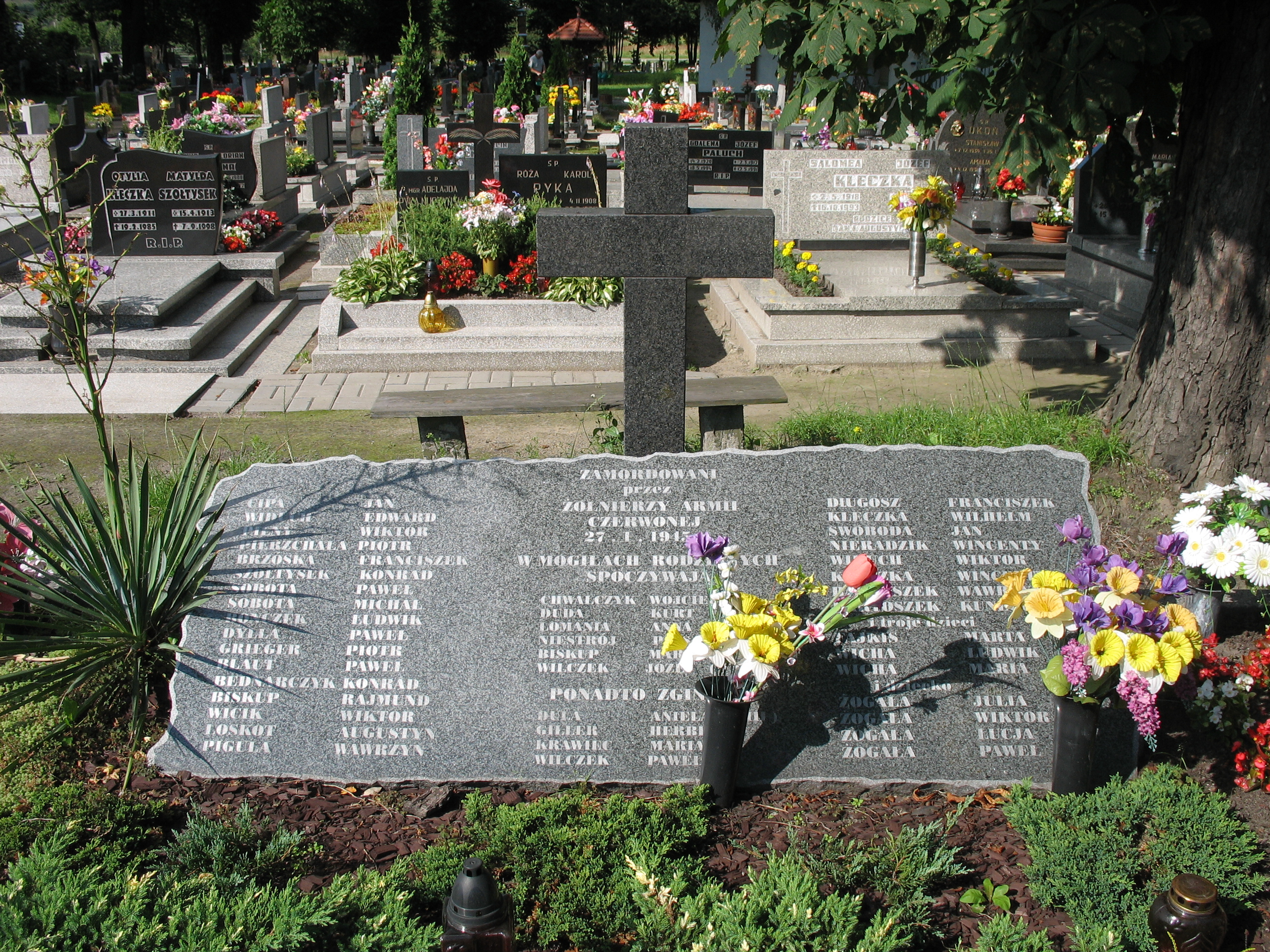
Hrob obětí

Przyszowický masakr (polsky Zbrodnia przyszowicka či tragedia pryszowicka) byl masakr provedený Rudou armádou na civilním obyvatelstvu polské vesnice Przyszowice v Horním Slezsku. Masakr trval od 26. do 28. ledna 1945. Sověti neušetřili nikoho, nejmladšímu zavražděnému bylo 10 dní, nejstaršímu pak 78 let. Muži byli zastřeleni, často také umláceni nebo ubodáni bajonety. Ženy i mladé dívky byly hromadně znásilňovány, následně také zavražděny. Mezi nimi byla i 15letá dívka, která byla před smrtí opakovaně znásilňována. Starostu vesnice Józefa Widucha zastřelil opilý sovět před jeho vlastním domem, následně do něj zasekl kosu. Taktéž přes 70 domů a budov lehlo popelem, kdokoliv se je pokusil hasit byl zastřelen.
Zdroje se neshodují v počtu obětí, jsou uváděny počty od 54 do 60 – a možná dokonce i 69. Ústav národní paměti, polská organizace, která vedla vyšetřování, prohlásil, že Przyszowický masakr byl zločin proti lidskosti. Těla zavražděných byla naházena do pytlů a pohřbena v masovém hrobě vykopaném na místním hřbitově. Kvůli komunistickému režimu se začalo vyšetřovat až 60 let po válce.